# Norra Kuvetjärnen (Silbodals socken, Värmland)
Norra Kuvetjärnen är en sjö i Årjängs kommun i Värmland och ingår i Göta älvs huvudavrinningsområde.